# Élections législatives de 2022 dans l'Essonne
Les élections législatives françaises de 2022 se déroulent les 12 et 19 juin 2022. Dans le département de l'Essonne, dix députés sont à élire dans le cadre de dix circonscriptions.

## Contexte

### Élections intermédiaires
Lors des élections européennes de 2019, où un Essonnien sur deux a décidé de s'abstenir, la liste menée par Nathalie Loiseau devance de quelque six points celle du RN, ce qui confirme alors la bonne implantation de La République En Marche depuis les législatives dans l'Île-de-France, puisque le parti de la majorité présidentielle est en effet arrivée en tête dans sept départements sur huit. EELV confirme sa percée nationale en atteignant les 15 %, alors que LR est en net repli. La ville préfectorale, Évry-Courcouronnes, place LREM à 22 %, devant le RN à 15 %. On notera la troisième place de la liste écologiste, qui frôle les 13 %, ainsi que le score de Manon Aubry, qui double son score, par rapport à l'échelle nationale.
En 2020, lors des municipales, après avoir subi une lourde défaite en 2014, le PS et les divers gauche regagnent à Athis-Mons, Chilly-Mazarin, Épinay-sous-Sénart et Saint-Pierre-du-Perray. Outre ces reconquêtes, la gauche s'impose à Épinay-sur-Orge, Itteville, Villiers-sur-Orge, mais surtout à Savigny-sur-Orge, gérée par la droite depuis 1983 et conquise par un candidat EELV. La droite se console avec des succès à Dourdan, Morangis et Morsang-sur-Orge, tout en concédant Corbeil-Essonnes au PCF. Dans un contexte national défavorable, le candidat du parti majoritaire La République en marche gagne à Dourdan face au maire sortant PS. De facto, parmi les 88 villes de plus de 3 000 habitants, la droite perd 7 mairies et passe sous la barre de 39 villes conquises, le centre n'en conserve que 11, tandis que la gauche est la seule force politique à augmenter ses conquêtes, et passe de 19 mairies gagnées en 2014 à 26 mairies.
Les élections régionales de 2021 en Ile-de-France confirment toutefois la bonne implantation de la droite dans le département. La liste d'union de la droite menée par Valérie Pécresse, présidente du conseil régional sortante, obtient des scores départementaux plutôt identiques à ceux obtenus à l'échelle régionale (36 % des voix dans toute l'Ile-de-France, 33 % dans l'Essonne). L'ancienne tête de liste du Rassemblement national aux élections européennes de 2019 conserve sa seconde place, en baissant d'un peu moins d'un demi point son score obtenu il y a deux ans plus tôt (17,58 points en 2019, 16,79 en 2021). On notera la débâcle de la Majorité Présidentielle représentée par Laurent Saint-Martin, qui ne se contente que d'une dizaine de points au premier tour. La gauche, quant à elle, souffre au premier tour de sa dispersion des voix, la plus haute liste -celle de Julien Bayou- n’atteignant seulement que 12,54 %. Dans la ville préfectorale, si Valérie Pécresse arrive en tête avec 28,78 % au premier tour, la liste fusionnée de Julien Bayou, d'Audrey Pulvar et de Clémentine Autain la dépasse, en obtenant 42 points au second tour.
La même année ont lieu les élections départementales. La droite conserve sa majorité en obtenant les cantons d'Évry-Courcouronnes et de Massy, mais cède à la gauche les cantons d'Athis-Mons, de Corbeil-Essonnes et des Ulis, lui permettant alors de se renforcer en passant de 12 à 14 élus.

### Résultats de l'élection présidentielle de 2022 par circonscription
| Circonscription | 1er tour | 1er tour | 1er tour  |         | 2d tour | 2d tour |
| Circonscription | Macron   | Le Pen   | Mélenchon | Macron  | Le Pen  |         |
| --------------- | -------- | -------- | --------- | ------- | ------- | ------- |
| Circonscription |          |          |           |         |         |         |
| 1re             | 21,55 %  | 16,04 %  | 43,28 %   | 66,49 % | 33,51 % |         |
| 2e              | 24,94 %  | 26,33 %  | 21,39 %   | 53,63 % | 46,37 % |         |
| 3e              | 27,72 %  | 21,40 %  | 23,23 %   | 60,36 % | 39,64 % |         |
| 4e              | 31,08 %  | 19,13 %  | 21,63 %   | 65,14 % | 34,86 % |         |
| 5e              | 36,62 %  | 9,01 %   | 25,02 %   | 79,50 % | 20,50 % |         |
| 6e              | 29,86 %  | 13,56 %  | 30,72 %   | 73,08 % | 26,92 % |         |
| 7e              | 25,22 %  | 17,30 %  | 32,41 %   | 65,23 % | 34,77 % |         |
| 8e              | 26,51 %  | 15,89 %  | 27,95 %   | 65,94 % | 34,06 % |         |
| 9e              | 26,96 %  | 17,83 %  | 29,42 %   | 64,63 % | 35,37 % |         |
| 10e             | 23,67 %  | 17,61 %  | 35,02 %   | 64,44 % | 35,56 % |         |

## Système électoral
Les élections législatives ont lieu au scrutin uninominal majoritaire à deux tours dans des circonscriptions uninominales.
Est élu au premier tour le candidat qui réunit la majorité absolue des suffrages exprimés et un nombre de voix au moins égal au quart (25 %) des électeurs inscrits dans la circonscription. Si aucun des candidats ne satisfait ces conditions, un second tour est organisé entre les candidats ayant réuni un nombre de voix au moins égal à un huitième des inscrits (12,5 %) ; les deux candidats arrivés en tête du premier tour se maintiennent néanmoins par défaut si un seul ou aucun d'entre eux n'a atteint ce seuil. Au second tour, le candidat arrivé en tête est déclaré élu.
Le seuil de qualification basé sur un pourcentage du total des inscrits et non des suffrages exprimés rend plus difficile l'accès au second tour lorsque l'abstention est élevée. Le système permet en revanche l'accès au second tour de plus de deux candidats si plusieurs d'entre eux franchissent le seuil de 12,5 % des inscrits. Les candidats en lice au second tour peuvent ainsi être trois, un cas de figure appelé « triangulaire ». Les second tours où s'affrontent quatre candidats, appelés « quadrangulaire » sont également possibles, mais beaucoup plus rares.

### Partis et nuances
Les résultats des élections sont publiées en France par le ministère de l'Intérieur, qui classe les partis en leur attribuant des nuances politiques. Ces dernières sont décidées par les préfets, qui les attribuent indifféremment de l'étiquette politique déclarée par les candidats, qui peut être celle d'un parti ou une candidature sans étiquette.
En 2022, seuls les coalitions Ensemble (ENS) et Nouvelle Union populaire écologique et sociale (NUP), ainsi que le Parti radical de gauche (RDG), l'Union des démocrates et indépendants (UDI), Les Républicains (LR), le Rassemblement national (RN) et Reconquête (REC) se voient attribués en 2022 des nuances propres,,.
Tous les autres partis se voient attribués l'une ou l'autre des nuances suivantes : DXG (divers extrême gauche), DVG (divers gauche), ECO (écologiste), REG (régionaliste), DVC (divers centre), DVD (divers droite), DSV (droite souverainiste) et DXD (divers extrême droite). Des partis comme Debout la France ou Lutte ouvrière ne disposent ainsi pas de nuances propres, et leurs résultats nationaux ne sont pas publiés séparément par le ministère, car mélangés avec d'autres partis (respectivement dans les nuances DSV et DXG),.

## Campagne
Les partis Rassemblement national et Reconquête ne présentent pas de candidats dans la 8e circonscription pour la laisser à Debout la France et son président Nicolas Dupont-Aignan, député sortant,.

## Résultats

### Élus
| Circonscription                                 | Député sortant                                      | Parti | Parti | Député élu ou réélu            | Parti | Parti |
| ----------------------------------------------- | --------------------------------------------------- | ----- | ----- | ------------------------------ | ----- | ----- |
| 1re                                             | Francis Chouat*                                     |       | TdP   | Farida Amrani                  |       | LFI   |
| 2e                                              | Bernard Bouley*                                     |       | LR    | Nathalie Da Conceicao Carvalho |       | RN    |
| 3e                                              | Laëtitia Romeiro Dias*                              |       | LREM  | Alexis Izard                   |       | LREM  |
| 4e                                              | Marie-Pierre Rixain                                 |       | LREM  | Marie-Pierre Rixain            |       | LREM  |
| 5e                                              | Cédric Villani                                      |       | GÉ    | Paul Midy                      |       | LREM  |
| 6e                                              | Stéphanie Atger* suppléante de Amélie de Montchalin |       | LREM  | Jérôme Guedj                   |       | PS    |
| 7e                                              | Robin Reda                                          |       | LREM  | Robin Reda                     |       | LREM  |
| 8e                                              | Nicolas Dupont-Aignan                               |       | DLF   | Nicolas Dupont-Aignan          |       | DLF   |
| 9e                                              | Marie Guévenoux                                     |       | LREM  | Marie Guévenoux                |       | LREM  |
| 10e                                             | Pierre-Alain Raphan*                                |       | LREM  | Antoine Léaument               |       | LFI   |
| * député sortant ne se représentant pas en 2022 |                                                     |       |       |                                |       |       |

### Taux de participation
| Taux de participation | 1er tour | 1er tour | 1er tour   | 2d tour | 2d tour | 2d tour    | Différence entre les deux tours |
| Taux de participation | En 2017  | En 2022  | Différence | En 2017 | En 2022 | Différence | Différence entre les deux tours |
| --------------------- | -------- | -------- | ---------- | ------- | ------- | ---------- | ------------------------------- |
| À midi                | 15,05 %  | 12,77 %  | 2,28       | 13,13 % | 12,65 % | 0,48       | 0,12                            |
| À 17 heures           | 36,87 %  | 32,70 %  | 4,17       | 31,32 % | 31,80 % | 0,48       | 0,9                             |
| Final                 | 49,55 %  | 47,75 %  | 1,8        | 42,21 % | 47,01 % | 4,8        | 0,74                            |

### Résultats à l'échelle du département

#### Résultats par coalition
|                                                              |                                                              | La France insoumise (LFI)                      | 52 983  | 14,07 | 0       | 76 129        | 21,65         | 2  | 2             | 2             |  |  |  |  |
|                                                              | Europe Écologie Les Verts (EÉLV)                             | 25 395                                         | 6,74    | 0     | 37 823  | 10,76         | 0             | 0  | en stagnation |               |  |  |  |  |
|                                                              | Parti socialiste (PS)                                        | 15 730                                         | 4,18    | 0     | 21 213  | 6,03          | 1             | 1  | 1             |               |  |  |  |  |
|                                                              | Génération écologie (GÉ)                                     | 14 830                                         | 3,94    | 0     | 18 669  | 5,31          | 0             | 0  | Nv            |               |  |  |  |  |
|                                                              | Parti communiste français (PCF)                              | 13 517                                         | 3,59    | 0     | 19 891  | 5,66          | 0             | 0  | en stagnation |               |  |  |  |  |
| Total Nouvelle Union populaire écologique et sociale (NUPES) | Total Nouvelle Union populaire écologique et sociale (NUPES) | 122 455                                        | 32,52   | 0     | 173 725 | 49,40         | 3             | 3  | 3             |               |  |  |  |  |
|                                                              |                                                              | La République en marche (LREM)                 | 87 706  | 23,29 | 0       | 128 224       | 36,46         | 5  | 5             | 1             |  |  |  |  |
|                                                              | Horizons (H)                                                 | 8 848                                          | 2,35    | 0     |         |               |               | 0  | Nv            |               |  |  |  |  |
|                                                              | Territoires de progrès (TdP)                                 | 6 779                                          | 1,80    | 0     | 10 809  | 3,07          | 0             | 0  | Nv            |               |  |  |  |  |
| Total Ensemble (ENS)                                         | Total Ensemble (ENS)                                         | 103 333                                        | 27,44   | 0     | 139 033 | 39,53         | 5             | 5  | 2             |               |  |  |  |  |
|                                                              | Rassemblement national (RN)                                  | Rassemblement national (RN)                    | 51 527  | 13,68 | 0       | 19 607        | 5,58          | 1  | 1             | 1             |  |  |  |  |
|                                                              |                                                              | Les Républicains (LR)                          | 29 184  | 7,75  | 0       |               |               |    | 0             | 2             |  |  |  |  |
|                                                              | Union des démocrates et indépendants (UDI)                   | 9 579                                          | 2,54    | 0     | 0       | en stagnation |               |    |               |               |  |  |  |  |
| Total Union de la droite et du centre (UDC)                  | Total Union de la droite et du centre (UDC)                  | 38 763                                         | 10,29   | 0     | 0       | 2             |               |    |               |               |  |  |  |  |
|                                                              |                                                              | Debout la France (DLF)                         | 13 458  | 3,57  | 0       | 19 306        | 5,49          | 1  | 1             | en stagnation |  |  |  |  |
|                                                              | Les Patriotes (LP)                                           | 2 581                                          | 0,69    | 0     |         |               |               | 0  | Nv            |               |  |  |  |  |
| Total Union pour la France (UPF)                             | Total Union pour la France (UPF)                             | 16 039                                         | 4,26    | 0     | 19 306  | 5,49          | 1             | 1  | en stagnation |               |  |  |  |  |
|                                                              |                                                              | Reconquête (REC)                               | 11 000  | 2,92  | 0       |               |               |    | 0             | Nv            |  |  |  |  |
|                                                              | Mouvement conservateur (MC)                                  | 2 674                                          | 0,71    | 0     | 0       | Nv            |               |    |               |               |  |  |  |  |
|                                                              | Via, la voie du peuple (VIA)                                 | 1 254                                          | 0,33    | 0     | 0       | en stagnation |               |    |               |               |  |  |  |  |
| Total Reconquête et alliés (REC)                             | Total Reconquête et alliés (REC)                             | 14 928                                         | 3,96    | 0     | 0       | en stagnation |               |    |               |               |  |  |  |  |
|                                                              | Parti animaliste (PA)                                        | Parti animaliste (PA)                          | 5 408   | 1,44  | 0       | 0             | en stagnation |    |               |               |  |  |  |  |
|                                                              |                                                              | Le Trèfle - Les nouveaux écologistes (LT-LNÉ)  | 1 978   | 0,53  | 0       | 0             | en stagnation |    |               |               |  |  |  |  |
|                                                              | Le Mouvement pour les Animaux (LMPA)                         | 1 544                                          | 0,41    | 0     | 0       | en stagnation |               |    |               |               |  |  |  |  |
|                                                              | L'Écologie autrement (LEA)                                   | 1 330                                          | 0,35    | 0     | 0       | Nv            |               |    |               |               |  |  |  |  |
| Total Tous unis pour le vivant (TUPV)                        | Total Tous unis pour le vivant (TUPV)                        | 4 852                                          | 1,29    | 0     | 0       | en stagnation |               |    |               |               |  |  |  |  |
|                                                              | Écologie au centre (ÉAC)                                     | Écologie au centre (ÉAC)                       | 4 194   | 1,11  | 0       | 0             | en stagnation |    |               |               |  |  |  |  |
|                                                              | Lutte ouvrière (LO)                                          | Lutte ouvrière (LO)                            | 4 080   | 1,08  | 0       | 0             | en stagnation |    |               |               |  |  |  |  |
|                                                              |                                                              | Nouvelle Gauche socialiste (NGS)               | 1 225   | 0,33  | 0       | 0             | Nv            |    |               |               |  |  |  |  |
| Total Fédération de la gauche républicaine (FGR)             | Total Fédération de la gauche républicaine (FGR)             | 1 225                                          | 0,33    | 0     | 0       |               |               |    |               |               |  |  |  |  |
|                                                              | Parti pirate (PP)                                            | Parti pirate (PP)                              | 1 015   | 0,27  | 0       | 0             | en stagnation |    |               |               |  |  |  |  |
|                                                              |                                                              | Sans étiquette                                 | 549     | 0,15  | 0       | 0             | Nv            |    |               |               |  |  |  |  |
|                                                              | Decidemos (DEC)                                              | 118                                            | 0,03    | 0     | 0       | Nv            |               |    |               |               |  |  |  |  |
| Total Convergence RIC (CRIC)                                 | Total Convergence RIC (CRIC)                                 | 667                                            | 0,18    | 0     | 0       | Nv            |               |    |               |               |  |  |  |  |
|                                                              |                                                              | Solidarité et progrès (S&P)                    | 396     | 0,11  | 0       | 0             | Nv            |    |               |               |  |  |  |  |
|                                                              | République souveraine (RS)                                   | 152                                            | 0,04    | 0     | 0       | Nv            |               |    |               |               |  |  |  |  |
| Total La Raison du Peuple (LRDP)                             | Total La Raison du Peuple (LRDP)                             | 548                                            | 0,15    | 0     | 0       | Nv            |               |    |               |               |  |  |  |  |
|                                                              |                                                              | Alliance centriste (AC)                        | 307     | 0,08  | 0       | 0             | Nv            |    |               |               |  |  |  |  |
|                                                              | Union des centristes et des écologistes (UCE)                | 171                                            | 0,05    | 0     | 0       | Nv            |               |    |               |               |  |  |  |  |
| Total Les écologistes avec la majorité présidentielle (ÉMP)  | Total Les écologistes avec la majorité présidentielle (ÉMP)  | 478                                            | 0,13    | 0     | 0       | Nv            |               |    |               |               |  |  |  |  |
|                                                              | Parti ouvrier indépendant démocratique (POID)                | Parti ouvrier indépendant démocratique (POID)  | 448     | 0,12  | 0       | 0             | en stagnation |    |               |               |  |  |  |  |
|                                                              | Le Peuple de France (PDF)                                    | Le Peuple de France (PDF)                      | 417     | 0,11  | 0       | 0             | Nv            |    |               |               |  |  |  |  |
|                                                              | Le Mouvement de la ruralité (LMR)                            | Le Mouvement de la ruralité (LMR)              | 317     | 0,08  | 0       | 0             | Nv            |    |               |               |  |  |  |  |
|                                                              | Dissidents Ensemble                                          | Dissidents Ensemble                            | 266     | 0,07  | 0       | 0             | en stagnation |    |               |               |  |  |  |  |
|                                                              | Volt France (Volt)                                           | Volt France (Volt)                             | 253     | 0,07  | 0       | 0             | Nv            |    |               |               |  |  |  |  |
|                                                              | Union des démocrates musulmans français (UDMF)               | Union des démocrates musulmans français (UDMF) | 236     | 0,06  | 0       | 0             | en stagnation |    |               |               |  |  |  |  |
|                                                              | Éducation, Démocratie, Dignité (EDD)                         | Éducation, Démocratie, Dignité (EDD)           | 78      | 0,02  | 0       | 0             | Nv            |    |               |               |  |  |  |  |
|                                                              | Autres partis                                                | Autres partis                                  | 948     | 0,25  | 0       | 0             | en stagnation |    |               |               |  |  |  |  |
|                                                              | Sans étiquette (SE)                                          | Sans étiquette (SE)                            | 4 119   | 1,09  | 0       | 0             | en stagnation |    |               |               |  |  |  |  |
|                                                              |                                                              |                                                |         |       |         |               |               |    |               |               |  |  |  |  |
| Suffrages exprimés                                           | Suffrages exprimés                                           | Suffrages exprimés                             | 376 594 | 98,03 |         | 351 671       | 92,95         |    |               |               |  |  |  |  |
| Votes blancs                                                 | Votes blancs                                                 | Votes blancs                                   | 5 539   | 1,44  | 19 719  | 5,21          |               |    |               |               |  |  |  |  |
| Votes nuls                                                   | Votes nuls                                                   | Votes nuls                                     | 2 020   | 0,53  | 6 956   | 1,84          |               |    |               |               |  |  |  |  |
| Total                                                        | Total                                                        | Total                                          | 384 153 | 100   | 0       | 378 346       | 100           | 10 | 10            | en stagnation |  |  |  |  |
| Abstentions                                                  | Abstentions                                                  | Abstentions                                    | 420 424 | 52,25 |         | 426 433       | 52,99         |    |               |               |  |  |  |  |
| Inscrits/Participation                                       | Inscrits/Participation                                       | Inscrits/Participation                         | 804 577 | 47,75 | 804 779 | 47,01         |               |    |               |               |  |  |  |  |

#### Résultats par nuance
| Nuance                 | Nuance                                         | Nuance                 | Premier tour | Premier tour | Premier tour | Second tour | Second tour   | Second tour | Total Sièges | +/-           |
| Nuance                 | Nuance                                         | Nuance                 | Voix         | %            | Sièges       | Voix        | %             | Sièges      | Total Sièges | +/-           |
| ---------------------- | ---------------------------------------------- | ---------------------- | ------------ | ------------ | ------------ | ----------- | ------------- | ----------- | ------------ | ------------- |
|                        | Nouvelle Union populaire écologique et sociale | NUP                    | 122 455      | 32,52        | 0            | 173 725     | 49,40         | 3           | 3            | 3             |
|                        | Ensemble !                                     | ENS                    | 103 333      | 27,44        | 0            | 139 033     | 39,53         | 5           | 5            | 2             |
|                        | Rassemblement national                         | RN                     | 51 527       | 13,68        | 0            | 19 607      | 5,58          | 1           | 1            | 1             |
|                        | Les Républicains                               | LR                     | 29 184       | 7,75         | 0            |             |               |             | 0            | 2             |
|                        | Droite souverainiste                           | DSV                    | 15 966       | 4,24         | 0            | 19 306      | 5,49          | 1           | 1            | en stagnation |
|                        | Reconquête                                     | REC                    | 14 928       | 3,96         | 0            |             |               |             | 0            | Nv            |
|                        | Ecologistes                                    | ECO                    | 9 800        | 2,6          | 0            | 0           | en stagnation |             |              |               |
|                        | Union des démocrates et indépendants           | UDI                    | 9 579        | 2,54         | 0            | 0           | en stagnation |             |              |               |
|                        | Divers droite                                  | DVD                    | 4 918        | 1,31         | 0            | 0           | en stagnation |             |              |               |
|                        | Divers gauche                                  | DVG                    | 4 768        | 1,27         | 0            | 0           | en stagnation |             |              |               |
|                        | Divers                                         | DIV                    | 4 398        | 1,17         | 0            | 0           | en stagnation |             |              |               |
|                        | Divers extrême gauche                          | DXG                    | 4 300        | 1,14         | 0            | 0           | en stagnation |             |              |               |
|                        | Divers centre                                  | DVC                    | 1 360        | 0,36         | 0            | 0           | Nv            |             |              |               |
|                        | Régionaliste                                   | REG                    | 78           | 0,02         | 0            | 0           | Nv            |             |              |               |
|                        |                                                |                        |              |              |              |             |               |             |              |               |
| Suffrages exprimés     | Suffrages exprimés                             | Suffrages exprimés     | 376 594      | 98,03        |              | 351 671     | 92,95         |             |              |               |
| Votes blancs           | Votes blancs                                   | Votes blancs           | 5 539        | 1,44         | 19 719       | 5,21        |               |             |              |               |
| Votes nuls             | Votes nuls                                     | Votes nuls             | 2 020        | 0,53         | 6 956        | 1,84        |               |             |              |               |
| Total                  | Total                                          | Total                  | 384 153      | 100          | 0            | 378 346     | 100           | 10          | 10           | en stagnation |
| Abstentions            | Abstentions                                    | Abstentions            | 420 424      | 52,25        |              | 426 433     | 52,99         |             |              |               |
| Inscrits/Participation | Inscrits/Participation                         | Inscrits/Participation | 804 577      | 47,75        | 804 779      | 47,01       |               |             |              |               |

### Cartes

Nuance politique des candidats arrivés en tête dans chaque commune au 1er tour.
Nuance politique des candidats arrivés en tête dans chaque commune au 2e tour.

### Résultats par circonscription

#### Première circonscription
Député sortant : Francis Chouat (Territoires de progrès).
| Candidat                 | Candidat                 | Parti et coalition       | Nuance                   | Premier tour | Premier tour | Second tour | Second tour |
| Candidat                 | Candidat                 | Parti et coalition       | Nuance                   | Voix         | %            | Voix        | %           |
| ------------------------ | ------------------------ | ------------------------ | ------------------------ | ------------ | ------------ | ----------- | ----------- |
|                          | Farida Amrani            | LFI (NUPES)              | NUP                      | 10 657       | 39,12        | 15 471      | 59,83       |
|                          | Medhy Zeghouf            | LREM (ENS)               | ENS                      | 6 139        | 22,54        | 10 386      | 40,17       |
|                          | Thiebauld Vega           | RN                       | RN                       | 3 990        | 14,65        |             |             |
|                          | Samira Ketfi             | LR (UDC)                 | LR                       | 2 701        | 9,91         |             |             |
|                          | Joseph Saikaly           | REC                      | REC                      | 1 044        | 3,83         |             |             |
|                          | Rafik Garnit             | UC                       | DVG                      | 948          | 3,48         |             |             |
|                          | Jean Camonin             | LO                       | DXG                      | 436          | 1,60         |             |             |
|                          | Antoine de Scorraille    | PA                       | ECO                      | 411          | 1,51         |             |             |
|                          | Géraldine Bailleul       | PP                       | DIV                      | 276          | 1,01         |             |             |
|                          | Eric Berlingen           | UDMF                     | DVG                      | 236          | 0,87         |             |             |
|                          | Christine Danquigny      | POID                     | DXG                      | 220          | 0,81         |             |             |
|                          | Jean-François Ricois     | SE                       | DIV                      | 184          | 0,68         |             |             |
|                          |                          |                          |                          |              |              |             |             |
| Votes valides            | Votes valides            | Votes valides            | Votes valides            | 27 242       | 96,91        | 25 857      | 93,07       |
| Votes blancs             | Votes blancs             | Votes blancs             | Votes blancs             | 579          | 2,06         | 1 378       | 4,96        |
| Votes nuls               | Votes nuls               | Votes nuls               | Votes nuls               | 291          | 1,04         | 548         | 1,97        |
| Total                    | Total                    | Total                    | Total                    | 28 112       | 100          | 27 783      | 100         |
| Abstention               | Abstention               | Abstention               | Abstention               | 45 358       | 61,74        | 45 705      | 62,19       |
| Inscrits / participation | Inscrits / participation | Inscrits / participation | Inscrits / participation | 73 470       | 38,26        | 73 488      | 37,81       |

#### Deuxième circonscription
Député sortant : Bernard Bouley (Les Républicains), élu en 2017 comme suppléant de Franck Marlin (Les Républicains).
| Candidat                 | Candidat                       | Parti et coalition       | Nuance                   | Premier tour | Premier tour | Second tour | Second tour |
| Candidat                 | Candidat                       | Parti et coalition       | Nuance                   | Voix         | %            | Voix        | %           |
| ------------------------ | ------------------------------ | ------------------------ | ------------------------ | ------------ | ------------ | ----------- | ----------- |
|                          | Mathieu Hillaire               | LFI (NUPES)              | NUP                      | 10 588       | 24,66        | 17 203      | 46,73       |
|                          | Nathalie Da Conceicao Carvalho | RN                       | RN                       | 9 839        | 22,91        | 19 607      | 53,27       |
|                          | Naïma Sifer,                   | H (ENS)                  | ENS                      | 8 848        | 20,61        |             |             |
|                          | Jean-Philippe Dugoin-Clément   | UDI (UDC)                | UDI                      | 6 276        | 14,62        |             |             |
|                          | Éveline Bryon                  | REC                      | REC                      | 2 208        | 5,14         |             |             |
|                          | Antonin Morelle                | ÉAC                      | DVD                      | 1 483        | 3,45         |             |             |
|                          | Mama Sy                        | SE                       | DVD                      | 1 132        | 2,64         |             |             |
|                          | François Parolini              | SE                       | DVG                      | 946          | 2,20         |             |             |
|                          | Pascal Lemaire                 | PA                       | ECO                      | 785          | 1,83         |             |             |
|                          | Vincent Bielak                 | PDF                      | DSV                      | 417          | 0,97         |             |             |
|                          | Mathilde Phan Hieu             | LO                       | DXG                      | 415          | 0,97         |             |             |
|                          |                                |                          |                          |              |              |             |             |
| Votes valides            | Votes valides                  | Votes valides            | Votes valides            | 42 937       | 97,95        | 36 810      | 86,42       |
| Votes blancs             | Votes blancs                   | Votes blancs             | Votes blancs             | 647          | 1,48         | 4 597       | 10,79       |
| Votes nuls               | Votes nuls                     | Votes nuls               | Votes nuls               | 252          | 0,57         | 1 188       | 2,79        |
| Total                    | Total                          | Total                    | Total                    | 43 836       | 100          | 42 595      | 100         |
| Abstention               | Abstention                     | Abstention               | Abstention               | 48 101       | 52,32        | 49 368      | 53,68       |
| Inscrits / participation | Inscrits / participation       | Inscrits / participation | Inscrits / participation | 91 937       | 47,68        | 91 963      | 46,32       |

#### Troisième circonscription
Députée sortante : Laëtitia Romeiro Dias (La République en marche).
| Candidat                 | Candidat                  | Parti et coalition       | Nuance                   | Premier tour | Premier tour | Second tour | Second tour |
| Candidat                 | Candidat                  | Parti et coalition       | Nuance                   | Voix         | %            | Voix        | %           |
| ------------------------ | ------------------------- | ------------------------ | ------------------------ | ------------ | ------------ | ----------- | ----------- |
|                          | Steevy Gustave            | EELV (NUPES)             | NUP                      | 13 941       | 28,72        | 21 659      | 48,82       |
|                          | Alexis Izard              | LREM (ENS)               | ENS                      | 12 447       | 25,65        | 22 706      | 51,18       |
|                          | Gilbert Mousnier          | RN                       | RN                       | 8 612        | 17,74        |             |             |
|                          | Isabelle Perdereau        | LR (UDC)                 | LR                       | 5 112        | 10,53        |             |             |
|                          | Paul-Henri Baure          | LT-LNÉ (TUPV)            | ECO                      | 1 978        | 4,08         |             |             |
|                          | Shéhérazade Chaa Benahmed | REC                      | REC                      | 1 899        | 3,91         |             |             |
|                          | Mehdi Kemoune             | NGS (FGR)                | DVG                      | 1 225        | 2,52         |             |             |
|                          | Jean-Paul Charvillat      | SE                       | DIV                      | 1 121        | 2,31         |             |             |
|                          | Alice Moreira             | LP (UPF)                 | DSV                      | 1 000        | 2,06         |             |             |
|                          | Gérard Lemoigne           | PA                       | ECO                      | 809          | 1,67         |             |             |
|                          | Joëlle Lopès-Venot        | LO                       | DXG                      | 391          | 0,81         |             |             |
|                          |                           |                          |                          |              |              |             |             |
| Votes valides            | Votes valides             | Votes valides            | Votes valides            | 48 535       | 98,09        | 44 365      | 92,04       |
| Votes blancs             | Votes blancs              | Votes blancs             | Votes blancs             | 696          | 1,41         | 2 761       | 5,73        |
| Votes nuls               | Votes nuls                | Votes nuls               | Votes nuls               | 250          | 0,51         | 1 078       | 2,24        |
| Total                    | Total                     | Total                    | Total                    | 49 481       | 100          | 48 204      | 100         |
| Abstention               | Abstention                | Abstention               | Abstention               | 49 229       | 49,87        | 50 524      | 51,18       |
| Inscrits / participation | Inscrits / participation  | Inscrits / participation | Inscrits / participation | 98 710       | 50,13        | 98 728      | 48,82       |

#### Quatrième circonscription
Députée sortante : Marie-Pierre Rixain (La République en marche).
| Candidat                 | Candidat                 | Parti et coalition       | Nuance                   | Premier tour | Premier tour | Second tour | Second tour |
| Candidat                 | Candidat                 | Parti et coalition       | Nuance                   | Voix         | %            | Voix        | %           |
| ------------------------ | ------------------------ | ------------------------ | ------------------------ | ------------ | ------------ | ----------- | ----------- |
|                          | Marie-Pierre Rixain      | LREM (ENS)               | ENS                      | 15 598       | 31,72        | 24 962      | 55,65       |
|                          | Amadou Deme              | PCF (NUPÉS)              | NUP                      | 13 517       | 27,49        | 19 891      | 44,35       |
|                          | Alain Boutaleb           | RN                       | RN                       | 7 818        | 15,90        |             |             |
|                          | Jérémy Martin            | LR (UDC)                 | LR                       | 5 044        | 10,26        |             |             |
|                          | François La Selve,       | MC                       | REC                      | 2 674        | 5,44         |             |             |
|                          | Iliane Polizzo           | LEA (TUPV)               | ECO                      | 1 330        | 2,70         |             |             |
|                          | Agathe Scache            | ÉAC                      | DVC                      | 923          | 1,88         |             |             |
|                          | Jean-Pierre Coquelet     | PA                       | DIV                      | 828          | 1,68         |             |             |
|                          | Martin Loizillon         | SE (CRIC)                | DIV                      | 549          | 1,12         |             |             |
|                          | Juliette Plouin          | LO                       | DXG                      | 470          | 0,96         |             |             |
|                          | Miriam Djabali,          | LREM diss.               | DVC                      | 266          | 0,54         |             |             |
|                          | Dimitri Dumont           | RS (LRDP)                | DVG                      | 152          | 0,31         |             |             |
|                          |                          |                          |                          |              |              |             |             |
| Votes valides            | Votes valides            | Votes valides            | Votes valides            | 49 169       | 98,08        | 44 853      | 92,94       |
| Votes blancs             | Votes blancs             | Votes blancs             | Votes blancs             | 750          | 1,50         | 2 531       | 5,24        |
| Votes nuls               | Votes nuls               | Votes nuls               | Votes nuls               | 213          | 0,42         | 876         | 1,82        |
| Total                    | Total                    | Total                    | Total                    | 50 132       | 100          | 48 260      | 100         |
| Abstention               | Abstention               | Abstention               | Abstention               | 48 573       | 49,21        | 50 463      | 51,12       |
| Inscrits / participation | Inscrits / participation | Inscrits / participation | Inscrits / participation | 98 705       | 50,79        | 98 723      | 48,88       |

#### Cinquième circonscription
Député sortant : Cédric Villani (Génération écologie).
| Candidat                 | Candidat                 | Parti et coalition       | Nuance                   | Premier tour | Premier tour | Second tour | Second tour |
| Candidat                 | Candidat                 | Parti et coalition       | Nuance                   | Voix         | %            | Voix        | %           |
| ------------------------ | ------------------------ | ------------------------ | ------------------------ | ------------ | ------------ | ----------- | ----------- |
|                          | Cédric Villani           | GÉ (NUPES)               | NUP                      | 14 830       | 38,20        | 18 669      | 49,98       |
|                          | Paul Midy                | LREM (ENS)               | ENS                      | 11 849       | 30,53        | 18 687      | 50,02       |
|                          | Michel Bournat           | LR (UDC)                 | LR                       | 6 222        | 16,03        |             |             |
|                          | Christophe Debon         | RN                       | RN                       | 2 774        | 7,15         |             |             |
|                          | Denise Barbarat          | REC                      | REC                      | 1 497        | 3,86         |             |             |
|                          | Marc Ronfard-Haret       | LP (UPF)                 | DSV                      | 536          | 1,38         |             |             |
|                          | Didier Paxion            | LO                       | DXG                      | 523          | 1,35         |             |             |
|                          | Anne-Christine Poisson   | LMR                      | DVD                      | 317          | 0,82         |             |             |
|                          | Benoît Odille            | S&P (LRDP)               | DVG                      | 269          | 0,69         |             |             |
|                          |                          |                          |                          |              |              |             |             |
| Votes valides            | Votes valides            | Votes valides            | Votes valides            | 38 817       | 98,50        | 37 356      | 95,90       |
| Votes blancs             | Votes blancs             | Votes blancs             | Votes blancs             | 472          | 1,20         | 1 145       | 2,94        |
| Votes nuls               | Votes nuls               | Votes nuls               | Votes nuls               | 121          | 0,31         | 451         | 1,16        |
| Total                    | Total                    | Total                    | Total                    | 39 410       | 100          | 38 952      | 100         |
| Abstention               | Abstention               | Abstention               | Abstention               | 29 043       | 42,43        | 29 517      | 43,11       |
| Inscrits / participation | Inscrits / participation | Inscrits / participation | Inscrits / participation | 68 453       | 57,57        | 68 469      | 56,89       |

#### Sixième circonscription
Députée sortante : Stéphanie Atger (La République en marche), élue en 2017 comme suppléante d'Amélie de Montchalin (La République en marche).
| Candidat                 | Candidat                 | Parti et coalition       | Nuance                   | Premier tour | Premier tour | Second tour | Second tour |
| Candidat                 | Candidat                 | Parti et coalition       | Nuance                   | Voix         | %            | Voix        | %           |
| ------------------------ | ------------------------ | ------------------------ | ------------------------ | ------------ | ------------ | ----------- | ----------- |
|                          | Jérôme Guedj             | PS (NUPES)               | NUP                      | 15 730       | 38,31        | 21 213      | 53,36       |
|                          | Amélie de Montchalin     | LREM (ENS)               | ENS                      | 12 915       | 31,46        | 18 543      | 46,64       |
|                          | Lisa Haddad              | RN                       | RN                       | 4 361        | 10,62        |             |             |
|                          | Chantal Lacarrière       | LR (UDC)                 | LR                       | 2 448        | 5,96         |             |             |
|                          | Wendy Lonchampt          | REC                      | REC                      | 1 650        | 4,02         |             |             |
|                          | Mokrane Sahari           | ÉAC                      | DVD                      | 1 189        | 2,90         |             |             |
|                          | Esther Bommelaer         | PA                       | ECO                      | 689          | 1,68         |             |             |
|                          | Ecaterina Askar          | LP (UPF)                 | DSV                      | 530          | 1,29         |             |             |
|                          | Elisabeth Piotelat       | PP                       | DVG                      | 451          | 1,10         |             |             |
|                          | Bastien Vayssière        | LO                       | DXG                      | 407          | 0,99         |             |             |
|                          | Franck Chen              | AC (ÉMP)                 | DVD                      | 307          | 0,75         |             |             |
|                          | Jules Rohault de Fleury  | Volt                     | DVG                      | 253          | 0,62         |             |             |
|                          | Pierre Baronet           | S&P (LRDP)               | DIV                      | 127          | 0,31         |             |             |
|                          |                          |                          |                          |              |              |             |             |
| Votes valides            | Votes valides            | Votes valides            | Votes valides            | 41 057       | 98,29        | 39 756      | 95,20       |
| Votes blancs             | Votes blancs             | Votes blancs             | Votes blancs             | 506          | 1,21         | 1 434       | 3,43        |
| Votes nuls               | Votes nuls               | Votes nuls               | Votes nuls               | 207          | 0,50         | 570         | 1,36        |
| Total                    | Total                    | Total                    | Total                    | 41 770       | 100          | 41 760      | 100         |
| Abstention               | Abstention               | Abstention               | Abstention               | 41 468       | 49,82        | 41 509      | 49,85       |
| Inscrits / participation | Inscrits / participation | Inscrits / participation | Inscrits / participation | 83 238       | 50,18        | 83 269      | 50,15       |

#### Septième circonscription
Député sortant : Robin Reda (La République en marche).
| Candidat                 | Candidat                 | Parti et coalition       | Nuance                   | Premier tour | Premier tour | Second tour | Second tour |
| Candidat                 | Candidat                 | Parti et coalition       | Nuance                   | Voix         | %            | Voix        | %           |
| ------------------------ | ------------------------ | ------------------------ | ------------------------ | ------------ | ------------ | ----------- | ----------- |
|                          | Claire Lejeune           | LFI (NUPES)              | NUP                      | 11 299       | 35,03        | 15 721      | 49,66       |
|                          | Robin Reda               | LREM (ENS)               | ENS                      | 10 309       | 31,96        | 15 935      | 50,34       |
|                          | Audrey Guibert           | RN                       | RN                       | 4 537        | 14,07        |             |             |
|                          | Julien Dumaine           | LR (UDC)                 | LR                       | 2 038        | 6,32         |             |             |
|                          | Antony Cardoso,          | VIA                      | REC                      | 1 254        | 3,89         |             |             |
|                          | Catherine Bompard        | LMPA (TUPV)              | ECO                      | 889          | 2,76         |             |             |
|                          | Olivier Vagneux          | ÉAC                      | ECO                      | 599          | 1,86         |             |             |
|                          | Josselyne Rigollet       | LP (UPF)                 | DSV                      | 515          | 1,60         |             |             |
|                          | Marc Hoquet              | LO                       | DXG                      | 324          | 1,00         |             |             |
|                          | Florie Marie             | PP                       | DVG                      | 288          | 0,89         |             |             |
|                          | Rabia Daas               | UCE (ÉMP)                | DVC                      | 171          | 0,53         |             |             |
|                          | Jacques Racine           | SE                       | DIV                      | 33           | 0,10         |             |             |
|                          |                          |                          |                          |              |              |             |             |
| Votes valides            | Votes valides            | Votes valides            | Votes valides            | 32 256       | 97,97        | 31 656      | 94,80       |
| Votes blancs             | Votes blancs             | Votes blancs             | Votes blancs             | 486          | 1,48         | 1 175       | 3,52        |
| Votes nuls               | Votes nuls               | Votes nuls               | Votes nuls               | 182          | 0,55         | 563         | 1,69        |
| Total                    | Total                    | Total                    | Total                    | 32 924       | 100          | 33 394      | 100         |
| Abstention               | Abstention               | Abstention               | Abstention               | 40 613       | 55,23        | 40 160      | 54,60       |
| Inscrits / participation | Inscrits / participation | Inscrits / participation | Inscrits / participation | 73 537       | 44,77        | 73 554      | 45,40       |

#### Huitième circonscription
Député sortant : Nicolas Dupont-Aignan (Debout la France).
| Candidat                 | Candidat                 | Parti et coalition       | Nuance                   | Premier tour | Premier tour | Second tour | Second tour |
| Candidat                 | Candidat                 | Parti et coalition       | Nuance                   | Voix         | %            | Voix        | %           |
| ------------------------ | ------------------------ | ------------------------ | ------------------------ | ------------ | ------------ | ----------- | ----------- |
|                          | Nicolas Dupont-Aignan    | DLF (UPF)                | DSV                      | 11 804       | 33,34        | 19 306      | 57,26       |
|                          | Émilie Chazette-Guillet  | LFI (NUPES)              | NUP                      | 10 799       | 30,50        | 14 413      | 42,74       |
|                          | Mohamed Bida             | LREM (ENS)               | ENS                      | 7 929        | 22,39        |             |             |
|                          | Nicolas Dohin            | LR (UDC)                 | LR                       | 3 551        | 10,03        |             |             |
|                          | Daniel Jacob             | PA                       | DIV                      | 759          | 2,14         |             |             |
|                          | Chantal Duboulay         | LO                       | DXG                      | 337          | 0,95         |             |             |
|                          | Jean-Claude Guiguet      | POID                     | DIV                      | 228          | 0,64         |             |             |
|                          |                          |                          |                          |              |              |             |             |
| Votes valides            | Votes valides            | Votes valides            | Votes valides            | 35 407       | 98,30        | 33 719      | 93,35       |
| Votes blancs             | Votes blancs             | Votes blancs             | Votes blancs             | 452          | 1,25         | 1 881       | 5,21        |
| Votes nuls               | Votes nuls               | Votes nuls               | Votes nuls               | 161          | 0,45         | 520         | 1,44        |
| Total                    | Total                    | Total                    | Total                    | 36 020       | 100          | 36 120      | 100         |
| Abstention               | Abstention               | Abstention               | Abstention               | 39 955       | 52,59        | 39 868      | 52,47       |
| Inscrits / participation | Inscrits / participation | Inscrits / participation | Inscrits / participation | 75 975       | 47,41        | 75 988      | 47,53       |

#### Neuvième circonscription
Députée sortante : Marie Guévenoux (La République en marche).
| Candidat                 | Candidat                 | Parti et coalition       | Nuance                   | Premier tour | Premier tour | Second tour | Second tour |
| Candidat                 | Candidat                 | Parti et coalition       | Nuance                   | Voix         | %            | Voix        | %           |
| ------------------------ | ------------------------ | ------------------------ | ------------------------ | ------------ | ------------ | ----------- | ----------- |
|                          | Nadhéra Beletreche       | EELV (NUPES)             | NUP                      | 11 454       | 32,44        | 16 164      | 48,73       |
|                          | Marie Guévenoux          | LREM (ENS)               | ENS                      | 10 520       | 29,79        | 17 005      | 51,27       |
|                          | Philippe Steens          | RN                       | RN                       | 5 602        | 15,86        |             |             |
|                          | Faten Hidri              | UDI (UDC)                | UDI                      | 3 303        | 9,35         |             |             |
|                          | Paul-Henri Merrien       | REC                      | REC                      | 1 754        | 4,97         |             |             |
|                          | Lionel Mazurié           | DLF (UPF)                | DSV                      | 1 164        | 3,30         |             |             |
|                          | Antonin Bernard          | PA                       | ECO                      | 835          | 2,36         |             |             |
|                          | Benoit Grisaud           | LO                       | DXG                      | 505          | 1,43         |             |             |
|                          | Michel Benamou           | SE                       | DIV                      | 175          | 0,50         |             |             |
|                          |                          |                          |                          |              |              |             |             |
| Votes valides            | Votes valides            | Votes valides            | Votes valides            | 35 312       | 98,01        | 33 169      | 93,41       |
| Votes blancs             | Votes blancs             | Votes blancs             | Votes blancs             | 544          | 1,51         | 1 703       | 4,80        |
| Votes nuls               | Votes nuls               | Votes nuls               | Votes nuls               | 172          | 0,48         | 636         | 1,79        |
| Total                    | Total                    | Total                    | Total                    | 36 028       | 100          | 35 508      | 100         |
| Abstention               | Abstention               | Abstention               | Abstention               | 42 704       | 54,24        | 43 247      | 54,91       |
| Inscrits / participation | Inscrits / participation | Inscrits / participation | Inscrits / participation | 78 732       | 45,76        | 78 755      | 45,09       |

#### Dixième circonscription
Député sortant : Pierre-Alain Raphan (La République en marche).
| Candidat                 | Candidat                 | Parti et coalition       | Nuance                   | Premier tour | Premier tour | Second tour | Second tour |
| Candidat                 | Candidat                 | Parti et coalition       | Nuance                   | Voix         | %            | Voix        | %           |
| ------------------------ | ------------------------ | ------------------------ | ------------------------ | ------------ | ------------ | ----------- | ----------- |
|                          | Antoine Léaument         | LFI (NUPES)              | NUP                      | 9 640        | 37,27        | 13 321      | 55,21       |
|                          | Nadia Carcasset,         | TdP (ENS)                | ENS                      | 6 779        | 26,21        | 10 809      | 44,79       |
|                          | Marie Godier             | RN                       | RN                       | 3 994        | 15,44        |             |             |
|                          | Nicolas de Boishue       | LR (UDC)                 | LR                       | 2 068        | 8,00         |             |             |
|                          | Inès Véra-Fontano        | REC                      | REC                      | 948          | 3,67         |             |             |
|                          | Hanna Rehab              | LMPA (TUPV)              | ECO                      | 655          | 2,53         |             |             |
|                          | Mustapha Zaoui           | SE                       | ECO                      | 528          | 2,04         |             |             |
|                          | Stéphane Camus           | DLF (UPF)                | DVD                      | 490          | 1,89         |             |             |
|                          | Claudine Cormier         | PA                       | ECO                      | 292          | 1,13         |             |             |
|                          | Monique Leclerc          | LO                       | DXG                      | 272          | 1,05         |             |             |
|                          | Sandrine Bellon          | DEC (CRIC)               | DIV                      | 118          | 0,46         |             |             |
|                          | Sabrine Azzouni          | EDD                      | REG                      | 78           | 0,30         |             |             |
|                          |                          |                          |                          |              |              |             |             |
| Votes valides            | Votes valides            | Votes valides            | Votes valides            | 25 862       | 97,81        | 24 130      | 93,64       |
| Votes blancs             | Votes blancs             | Votes blancs             | Votes blancs             | 407          | 1,54         | 1 114       | 4,32        |
| Votes nuls               | Votes nuls               | Votes nuls               | Votes nuls               | 171          | 0,65         | 526         | 2,04        |
| Total                    | Total                    | Total                    | Total                    | 26 440       | 100          | 25 770      | 100         |
| Abstention               | Abstention               | Abstention               | Abstention               | 35 380       | 57,23        | 36 072      | 58,33       |
| Inscrits / participation | Inscrits / participation | Inscrits / participation | Inscrits / participation | 61 820       | 42,77        | 61 842      | 41,67       |